# 熊本市立日吉中学校
熊本市立日吉中学校（くまもとしりつ ひよしちゅうがっこう）は、熊本県熊本市南区近見五丁目にある公立中学校。

## 沿革
- 1994年（平成 6年） - 熊本市立城南中学校より分離し開校

## 歴代校長
- 1994年（平成6年） - 初代校長 川上司郎
- 1997年（平成9年） - 第2代校長 友尻慶彌
- 2001年（平成13年） - 第3代校長 松岡謙二
- 2002年（平成14年） - 第4代校長 桑原洋征
- 2006年（平成18年） - 第5代校長 岩﨑純一

## 委員会
- 生徒会（2007年から厚生委員会を廃止し、その仕事も受け持つ）
- 美化委員会
- 緑化委員会
- 給食委員会
- 体育委員会
- 図書委員会
- 生活委員会
- 放送委員会（2007年に文化・放送委員会から改名）

## クラブ活動

### 運動部
- バレーボール部
- バスケットボール部
- バドミントン部
- 剣道部
- サッカー部
- 野球部
- ソフトテニス部
- 陸上部

### 文化部
- 音楽部

## 著名な出身者
- 山口翔 - プロ野球選手

## 学校周辺
- 国道57号